# Otočić Dvije Sestrice
Otočić Dvije Sestrice är öar i Kroatien.   De ligger i länet Istrien, i den västra delen av landet, 200 km väster om huvudstaden Zagreb.